# Flipper Zero
Flipper Zero je přenosné multifunkční zařízení podobající se známé hračce Tamagoči, které umožňuje interakci se systémy kontroly přístupu. Nástroj může kopírovat, číst a přepisovat štítky NFC a RFID, emulovat rádiové dálkové ovladače atd. společně s rozhraním GPIO. Byl představen v roce 2020 díky kampani na Kickstarteru, která celkem vybrala asi 4,8 milionu dolarů. Uživatelské rozhraní ukazuje virtuálního mazlíčka delfína v podobě pixel artu.
Přestože existují zcela legální využití[ujasnit] (např. simulace různých ovladačů nebo senzor oxidu uhličitého), existují také nelegální využití a to například možnost otevírání cizích garážových dveří či odblokování závor a jiných zábran, nebo také Bluetooth spamming (tedy spamování různých falešných připojení Bluetooth na dálku) a odemykání aut nebo fungování jako BadUSB.